# Масові поховання під Татаркою
Братські могили під Татаркою — масові поховання, виявлені в квітні-серпні 1943 року, під час Другої світової війни румунськими військами на території окупованого регіона Трансністрія на площі близько 1000 м2 у Татарці, нині Прилиманське в Одеському районі, поблизу Одеси. Було ідентифіковано близько 42 окремих спільних могил з декількох десятків тіл, загалом від 3500 до 5000 тіл, з яких 516 було ексгумовано, вивчено та поховано на кладовищі до того, як регіон став передовою бойових дій. Комісія, створена владою Румунії для розслідування цих могил, повідомила, що серед загиблих були особи, заарештовані в Молдавській АРСР у 1938—1940 рр. та в Бессарабії та на півночі Буковини в 1940—1941 рр. :262 :46-47 :252
На погляд історика Олександра Бабіча, масові поховання під Татаркою мають цікавити істориків тим, що на сьогоднішній час пов'язані з ними документи залишилися лише в румунських архівах; про них також можна судити за протоколами допитів учасників розслідування після того, як Одесу зайняли радянські війська. У квітні 2021 р. в Одеській раді було прийнято рішення про перепоховання жертв.

## Огляд
Румунське королівство приєдналося до операції «Барбаросса» 22 червня 1941 року з метою повернення втрачених територій Бессарабії та Північної Буковини, анексованих Радянським Союзом у червні 1940 року. Територія, яка отримала назву губернаторство Трансністрія, розташована між Дністром і Південним Бугом, була завойована державами Осі від Радянського Союзу і окупована з 19 серпня 1941 року по 29 січня 1944 року. Адміністративною столицею Трансністрії було місто Одеса.
З весни до червня 1943 року в Татарці група одеських спеціалістів провела обшук земельної ділянки площею 1000 м2, де нібито було знайдено велику кількість тіл. У групу увійшли доктор К. Шапочкін, заступник начальника медико-санітарного управління уряду Трансністрії, Н. І. Грубіану, адміністратор відділу дезінфекції, доцент І. Я. Фідловський, начальник медико-правової експертизи, та Григоре Татарчук, представник жандармерії Одеської міської управи. Група повідомляла, що це останки жертв репресій НКВС у 1938—1940 роках та депортованих з Бесарабії та Північної Буковини, розстріляних радянськими військами, оскільки вони більше не могли їх транспортувати. Для полегшення процесу гниття ділянку покривали екскрементами тварин. На початку травня влада Румунії організувала візит іноземних чиновників (включаючи італійського консула), яким показали трупи, виявлені в братських могилах Татарки.
У звіті румунської розвідки від 1 червня 1943 р., підписаному підполковником Траяном Борческу, зазначається, що «на ділянці під назвою Сполка, розташованій на відстані 7 км від залізничної лінії Одеса — Овідіополь, між передмістям Татарка [Одеса] та аеродромом, знайдено спільні могили жертв НКВС. Робота з розкриття тіл розпочалась 22 квітня 1943 року і була виконана Військовою службою охорони здоров'я Одеси. [. . . ] З декларації мешканців поблизу ділянки випливає, що війська НКВС вночі привозили трупи критою доріжкою, кидали їх у спільну могилу і негайно прикривали. З цих декларацій також випливає, що паралельна до ділянки дорога була повністю заборонена до обігу і була суворо охороняна»
Слідчі заявили, що страти посилились після 1940 року, коли Бессарабія та Буковина були окуповані Радянським Союзом. «Йоан Халіп, Григоре Татарку та Олександр Іванов з Бессарабії та Буковини, які зараз проживають в Одесі, впізнали на місці серед тіл їхніх родичів, депортованих НКВС після окупації. [. . . ] Комісія з вивчення трупів та визначення обставин, за яких померли жертви, визначила, що жертви, як правило, були вбиті пострілами в потилицю з дуже короткої відстані. Вік страт оцінюється в 2-3 роки, одяг був характерним для одягу жителів Бессарабії та Буковини»
6 серпня 1943 року комісія, яку очолив судовий лікар Александру Біркле, представив «Попередній медико-правовий звіт про розслідування в Татарці». Біркле був медичним експертом міністерства юстиції Румунії та головним лікарем та професором Інституту судової медицини та кримінології в Бухаресті; він також був членом Катинської комісії, яка вивчала останки, знайдені на місці катинського розстрілу, здійсненого СРСР, і членом міжнародної комісії експертів, які розслідували Вінницькі розстріли. До складу комісії по розстрілам у с. Татарка входили К. Чіріла, піддиректор з питань охорони здоров'я в уряді Румунії Придністров'я; і по одному представнику від мерії Одеси, підрозділу жандармерії Румунії в Придністров'ї та Одеського університету.
За дорученням Біркле І. Фідловський залучив до праці у комісії ряд відомих судових медиків Одеси, у тому числі свого колишнього наукового керівника проф. Ф. М. Жмайловича, доцента Н. М. Астахову, докторів Євграфа Олександровича Малевича та Євгена Івановича Долинського, а також 3 препараторів.
Згідно з повідомленням, було виявлено 42 спільні могили, а також ознаки 10-20 інших. У кожній могилі було знайдено близько 80 трупів. Загалом приблизно 3500 трупів лежали у 42 могилах, а загальна кількість тіл оцінювалася в 5000. :262 Ідентифіковані загиблі були здебільшого німцями, румунами, болгарами та вірменами. :47 На той час було ексгумовано лише 516 трупів, і з них 486 були медично-юридично обстежені з наступними висновками:
- Причина смерті: постріл у верхню частину задньої частини черепа, в окремих випадках — у нижню частину задньої частини черепа.
- Постріли були доставлені з військових револьверів калібру 7 мм і 5,5 мм у безпосередній близькості до цілі.
- Медико-правові дослідження показали, що вік трупів становить 3,5–5 років. З дослідження кількох знайдених документів, що свідчать про особистість, випливає, що деякі жертви були мертві протягом 4,5–5 років (з 1938 р.).
- Личинок комах не було знайдено, що свідчило про те, що страти, імовірно, відбувались у холодну погоду і що тіла були поховані відразу після пострілу.
- Процес гниття сповільнився через велику кількість трупів в одному місці.
- З 486 обстежених трупів у всіх були зв'язані руки на спині, за винятком одного, на якому були лише сліди зв'язаних рук.
- З обстежених трупів було 7 жінок і 479 чоловіків, з них один у військовій формі. З них 385 були поховані, 131 ще ні.
- 43 трупи мали документи, що посвідчують особу (уривки звітів про їх арешти та обшуки), що дозволяло їх ідентифікувати.
- Визначені особи були заарештовані на території, підконтрольній СРСР (у тому числі з 1940 року з Бессарабії та Північної Буковини).
- Вік: 20–30 років — 60; 30–40 років — 189; 40–50 років — 186; старше 50 років — 81. З них 7 — жінки та 509 — чоловіки; 515 цивільних та один військовий.[1]

## Повоєнний час
Керівник румунської комісії проф. Александру Біркле зміг втекти з радянської зони окупації та жив на заході, але члени його родини зазнали репресій. Член комісії проф. Ф. М. Жмайлович (1878—1948) заявив, нібито румуни фальсифікували докази (його свідченнями користуються сучасні прибічники заперечення катинських та інших розстрілів НКВС), завдяки чому не переслідувався, у 1946 р. був організатором Всесоюзної конференції судових медиків. Член комісії І. Я. Фідловський був засуджений до 5 років ув'язнення. Радянській владі вдалося уникнути розголосу подій, і лише у 2000-ті роки дослідники (передусім одеський історик Олександр Бабіч) повернулися до їх вивчення.

## Сучасні дослідження
Навесні 2021 р. документи в румунських архівах знайшов і опублікував одеський історик Олександр Бабіч, з ініціативи якого влітку того ж року в місцях розстрілів почалися нові розкопки. Уже в серпні було виявлено велику кількість погано присипаних (шар землі становив місцями всього 30 см) скелетів.

## Дивитися також
- Різанина у Білій Криниці
- Катинський розстріл
- Вінницька трагедія
- Масові розстріли в'язнів НКВС